# Gorello
Il gorello è un formaggio prodotto nella regione svizzera del Canton Ticino. La pasta è molto morbida e grassa, e la crosta è bianca. La crosta non è edibile. È prodotto con latte bovino sottoposto alla pastorizzazione.